# Wataru Ōta
Wataru Ōta (japanisch 太田 渉 Ōta Wataru; * 14. März 1981 in der Präfektur Osaka) ist ein ehemaliger japanischer Fußballspieler.

## Karriere
Ōta erlernte das Fußballspielen in der Schulmannschaft der Osaka Sangyo University High School. Seinen ersten Vertrag unterschrieb er 2001 bei den Ventforet Kofu. Der Verein spielte in der zweithöchsten Liga des Landes, der J2 League. Für den Verein absolvierte er sechs Ligaspiele. 2002 wechselte er zum Drittligisten Ehime FC. Ende 2004 beendete er seine Karriere als Fußballspieler.